# محمدعلی
مُحَمَّدعلی یکی از نام‌های اسلامی برای پسران است. این نام ترکیبی از دو نام محمد و علی بن ابی‌طالب است. 

## افراد معروف
- محمدعلی کلی
- محمدعلی جمال‌زاده
- سید محمدعلی ابطحی
- محمدعلی افراشته
- محمدعلی بهمنی
- محمدعلی پاشا
- محمد علی جناح
- میرزا محمدعلی خان رحمت‌آبادی
- محمدعلی دادخواه
- محمدعلی دادور
- محمدعلی رجایی
- محمد بن علی سنوسی
- محمدعلی‌شاه
- محمدعلی شیرازی
- محمدعلی صفاری
- فردین
- محمدعلی فروغی
- محمدعلی کشاورز
- محمد علی کلی
- محمدعلی مجتهدی گیلانی
- محمدعلی میرزا
- محمدعلی نجفی
- محمد نمازی